# Campeonato Africano de Clubes de Hóquei em Patins de 2008

A Copa Africana está a ser a segunda edição do Campeonato Africano de Clubes de Hóquei em Patins organizado pela FARS. A competição foi disputada em Luanda, em Angola. 

## Equipas
As equipas que estão a participar neste campeonato são:
| País          | Equipa participante                                   |
| ------------- | ----------------------------------------------------- |
| África do Sul | Associação da Comunidade Portuguesa de Pretória       |
| África do Sul | União Cultural Desportiva e Recreativa de Joanesburgo |
| Angola        | Petro Atletico de Luanda                              |
| Angola        | Juventude Viana de Luanda                             |
| Moçambique    | Clube de Desportos do Maxaquene                       |
| Moçambique    | Grupo Desportivo de Maputo                            |

## Resultados e Classificação
Os resultados e classificação da Copa Africana foram: 

### Grupo
|    | Equipe             | Pts | J | V | E | D | GM | GS  | DG  |
| -- | ------------------ | --- | - | - | - | - | -- | --- | --- |
| 1º | Juventude Viana    | 8   | 5 | 4 | 1 | 0 | 62 | 9   | 53  |
| 2º | Petro Luanda       | 8   | 5 | 4 | 1 | 0 | 46 | 9   | 37  |
| 3º | Grupo D. Maputo    | 6   | 5 | 3 | 0 | 2 | 25 | 13  | 12  |
| 4º | ACP Pretoria       | 3   | 5 | 1 | 1 | 3 | 31 | 29  | 2   |
| 5º | Ferroviario Maputo | 3   | 5 | 1 | 1 | 3 | 14 | 20  | -6  |
| 6º | União Joanesboug   | 0   | 5 | 0 | 0 | 5 | 9  | 107 | -98 |

|                    | J V  | P L  | GDM  | ACP  | F M | U J |
| ------------------ | ---- | ---- | ---- | ---- | --- | --- |
| Juventude Viana    |      |      |      |      |     |     |
| Petro Luanda       | 3-3  |      |      |      |     |     |
| Grupo D. Maputo    | 0-3  | 3-4  |      |      |     |     |
| ACP Pretoria       | 4-10 | 2-11 | 2-3  |      |     |     |
| Ferroviario Maputo | 0-5  | 1-4  | 2-7  | 2-2  |     |     |
| União Joanesboug   | 2-41 | 0-24 | 2-12 | 3-21 | 2-9 |     |

### Internacional
- Ligações de internet do Hóquei
- Mundook-Hóquei no Mundo
- Hardballhock-Hóquei no Mundo
- Inforoller Hóquei no Mundo
- rink-hockey-news – Hóquei no Mundo